# Sanford (Colorado)
Pour les articles homonymes, voir Sanford.
Sanford est une ville américaine située dans le comté de Conejos dans le Colorado.
D'abord appelée Ephraïm, cette communauté mormone est renommée en l'honneur de Silas Sanford Smith.

## Démographie
Selon le recensement de 2010, Sanford compte 879 habitants. La municipalité s'étend sur 1,47 milles carrés (3,81 km2).
| 1910 | 1920 | 1930 | 1940 | 1950 | 1960 |
| ---- | ---- | ---- | ---- | ---- | ---- |
| 564  | 555  | 597  | 736  | 666  | 679  |

| 1970 | 1980 | 1990 | 2000 | 2010 | - |
| ---- | ---- | ---- | ---- | ---- | - |
| 638  | 687  | 750  | 817  | 879  | - |